# Міддлбург (Вірджинія)
Міддлбург (англ. Middleburg) — місто (англ. town) в США, в окрузі Лаудун штату Вірджинія. Населення — 669 осіб (2020).

## Географія
Міддлбург розташований за координатами 38°58′16″ пн. ш. 77°44′23″ зх. д. / 38.97111° пн. ш. 77.73972° зх. д. (38.970978, -77.739706).  За даними Бюро перепису населення США в 2010 році місто мало площу 2,69 км², з яких 2,68 км² — суходіл та 0,01 км² — водойми.

## Демографія
Згідно з переписом 2010 року, у місті мешкали 673 особи в 350 домогосподарствах у складі 173 родин. Густота населення становила 250 осіб/км².  Було 414 помешкання (154/км²).
Расовий склад населення:
| - 78,3 % — білих - 17,5 % — чорних або афроамериканців - 0,6 % — азіатів - 0,1 % — корінних американців - 1,0 % — осіб інших рас |

До двох чи більше рас належало 2,4 %. Частка іспаномовних становила 6,2 % від усіх жителів.
За віковим діапазоном населення розподілялося таким чином: 18,7 % — особи молодші 18 років, 58,7 % — особи у віці 18—64 років, 22,6 % — особи у віці 65 років та старші. Медіана віку мешканця становила 47,2 року. На 100 осіб жіночої статі у місті припадало 69,5 чоловіків;  на 100 жінок у віці від 18 років та старших — 66,8 чоловіків також старших 18 років.
Середній дохід на одне домашнє господарство  становив 78 425 доларів США (медіана — 56 250), а середній дохід на одну сім'ю — 102 359 доларів (медіана — 71 786). Медіана доходів становила 70 893 долари для чоловіків та 43 750 доларів для жінок. За межею бідності перебувало 8,7 % осіб, у тому числі 10,6 % дітей у віці до 18 років та 10,6 % осіб у віці 65 років та старших.
Цивільне працевлаштоване населення становило 370 осіб. Основні галузі зайнятості: освіта, охорона здоров'я та соціальна допомога — 25,7 %, роздрібна торгівля — 14,6 %, науковці, спеціалісти, менеджери — 11,6 %, публічна адміністрація — 10,5 %.